# Decaisnea fargesii
Espèce
Classification APG III (2009)
Decaisnea fargesii, l'arbre aux haricots bleus ou arbre aux saucisses bleues, est une espèce de plantes à fleurs de la famille des Lardizabalacées. C'est un arbuste originaire des régions tempérées de l'Himalaya, principalement de Chine.
Nom chinois : 猫儿屎

## Description
Cette espèce est très proche de l'espèce type du genre Decaisnea insignis dont elle a toutes les caractéristiques, avec comme différences :
- le feuillage est d'un vert plus soutenu
- les inflorescences tendent à être plus longues et plus persistantes
- les sépales sont plus longs et étroits
- le fruit plus court - moins de 10 cm - et beaucoup moins récurvé que celui de Decaisnea insignis
- la couleur du fruit est d'un bleu très caractéristique alors que celle de Decaisnea insignis est jaune
- les graines sont plus petites et plus sombres.

## Historique et position taxonomique
Cette espèce, commune en Chine, a été dédiée au révérend père Paul Guillaume Farges, missionnaire apostolique en Chine au Sichuan, qui a envoyé des graines à Madame de Vilmorin dans son domaine des Barres (cette espèce existe toujours dans l'arboretum des Barres).
La position du Jardin Botanique du Missouri est de faire de cette espèce un synonyme de Decaisnea insignis : les différences sont effectivement faibles. Néanmoins, sauf erreurs cumulées et répétées de William Griffith, William Jackson Hooker et Thomas Thomson sur la forme et la couleur du fruit de Decaisnea insignis, il serait normal de faire au moins de Decaisnea fargesii une variété de Decaisnea insignis (Decaisnea insignis var fargesii), voire une sous-espèce. Une approche phylogénétique devrait permettre de lever définitivement la question de la synonymie. Enfin, l'espèce Decaisnea insignis (« variété à fruits jaunes »), collectée au Bhutan et en Inde (Sikkim), et plus jamais référencée au point que la description de eFloras - Flore de Chine - ne mentionne plus que les fruits bleus, pourrait bien être une espèce véritablement distincte, beaucoup plus rare et localisée dans une seule région comprise entre le Bhutan et le Sikkim.

## Distribution
Cette espèce est originaire des zones himalayennes de Chine (Sud Anhui, Sud Gansu, Est Guangxi, Guizhou, Hubei, Hunan, Jiangxi, Sud Shaanxi, Sichuan, Sud-Est Xizang, Yunnan, Est Zhejiang).
Son habitat se situe principalement dans des zones forestières assez humides d'altitude (entre 900 et 3 600 m).

## Utilisation
Les fruits de cette espèce sont comestibles (pulpe).
Une utilisation ornementale se répand en France, en raison de sa bonne rusticité, du caractère spectaculaire de sa fructification et de son assez faible développement. Decaisnea fargesii ‘Harlequin’ est le seul cultivar au feuillage panaché.

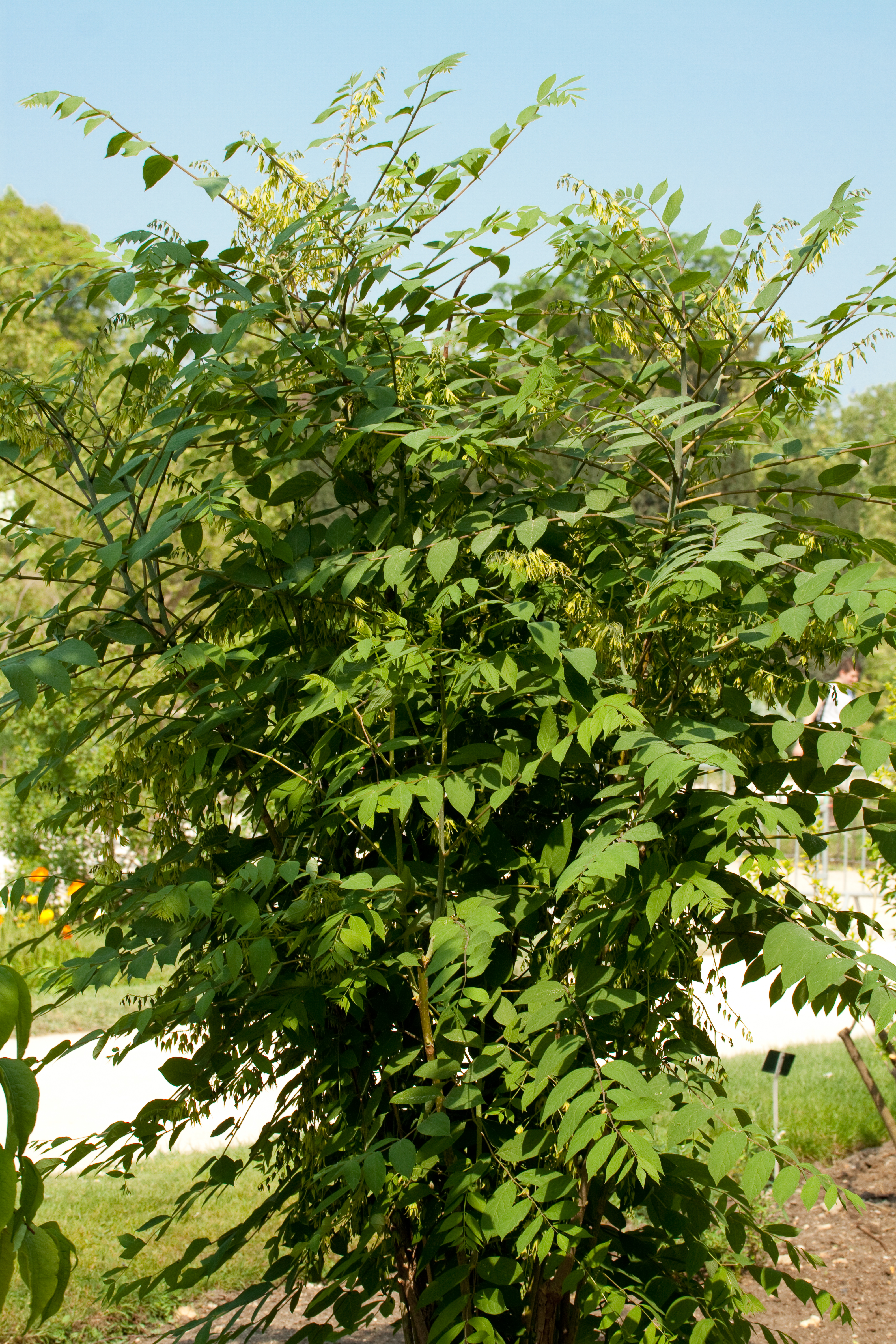
Vue générale en floraison.
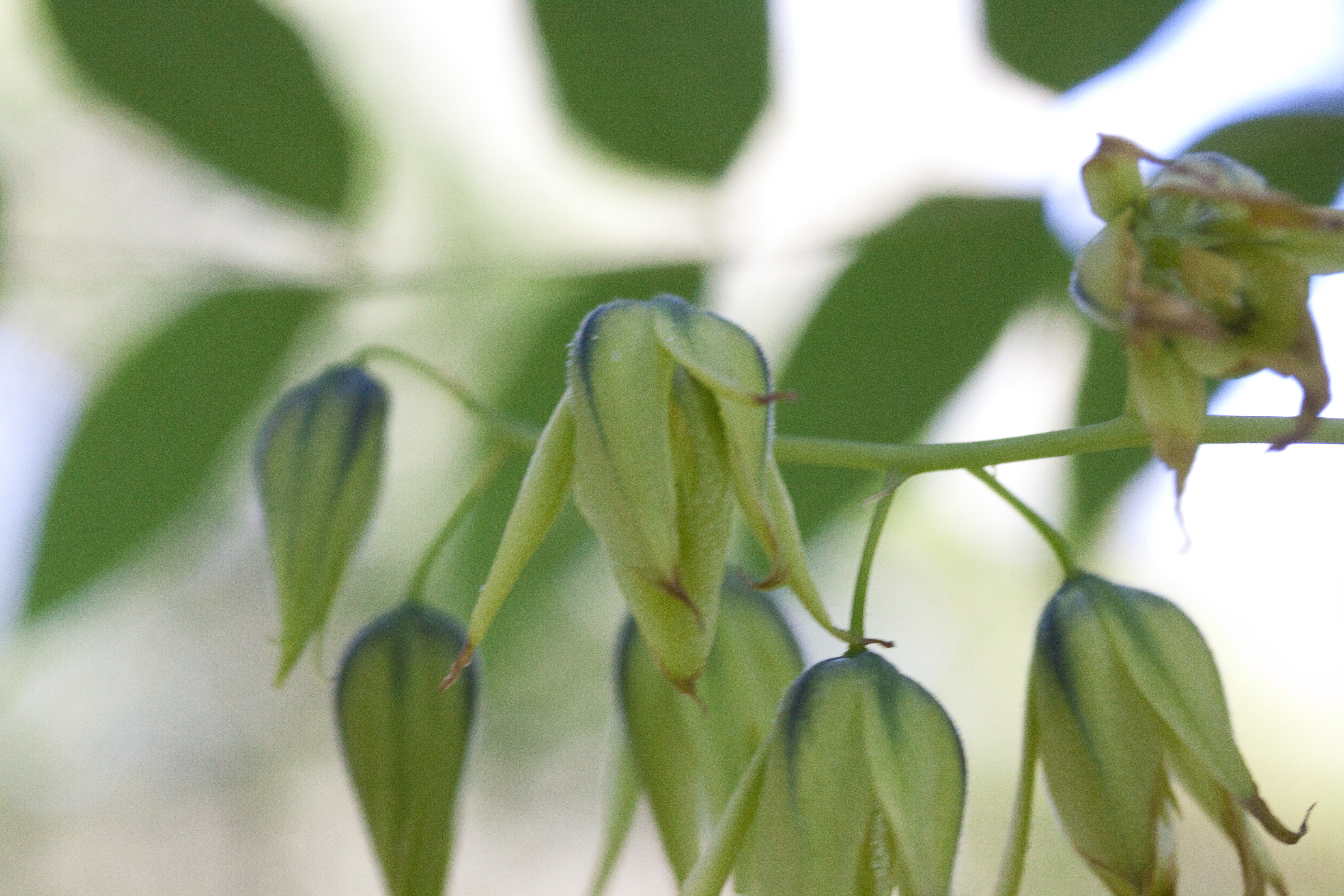
Fleurs de Decaisnea fargesii.
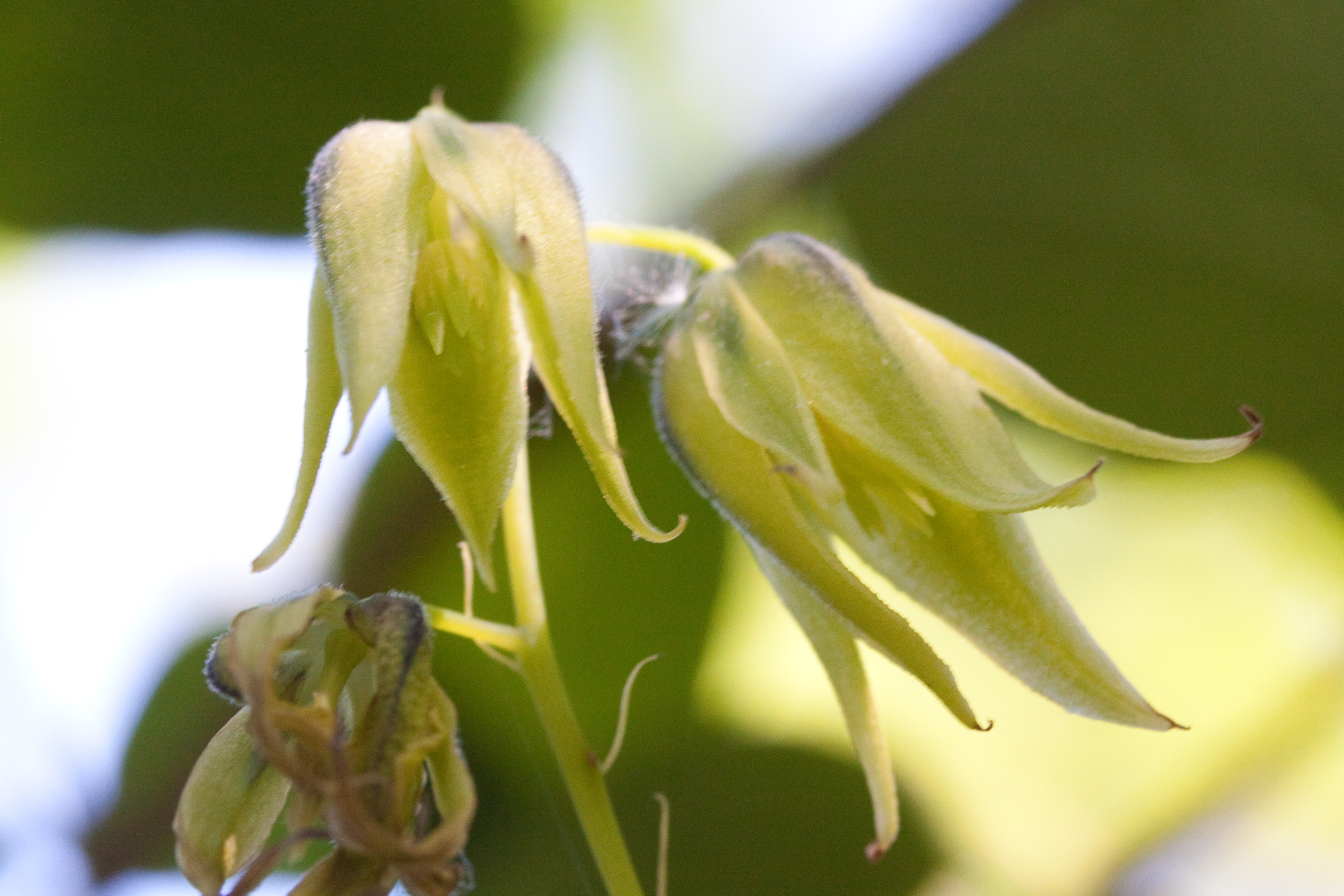
Fleurs de Decaisnea fargesii.
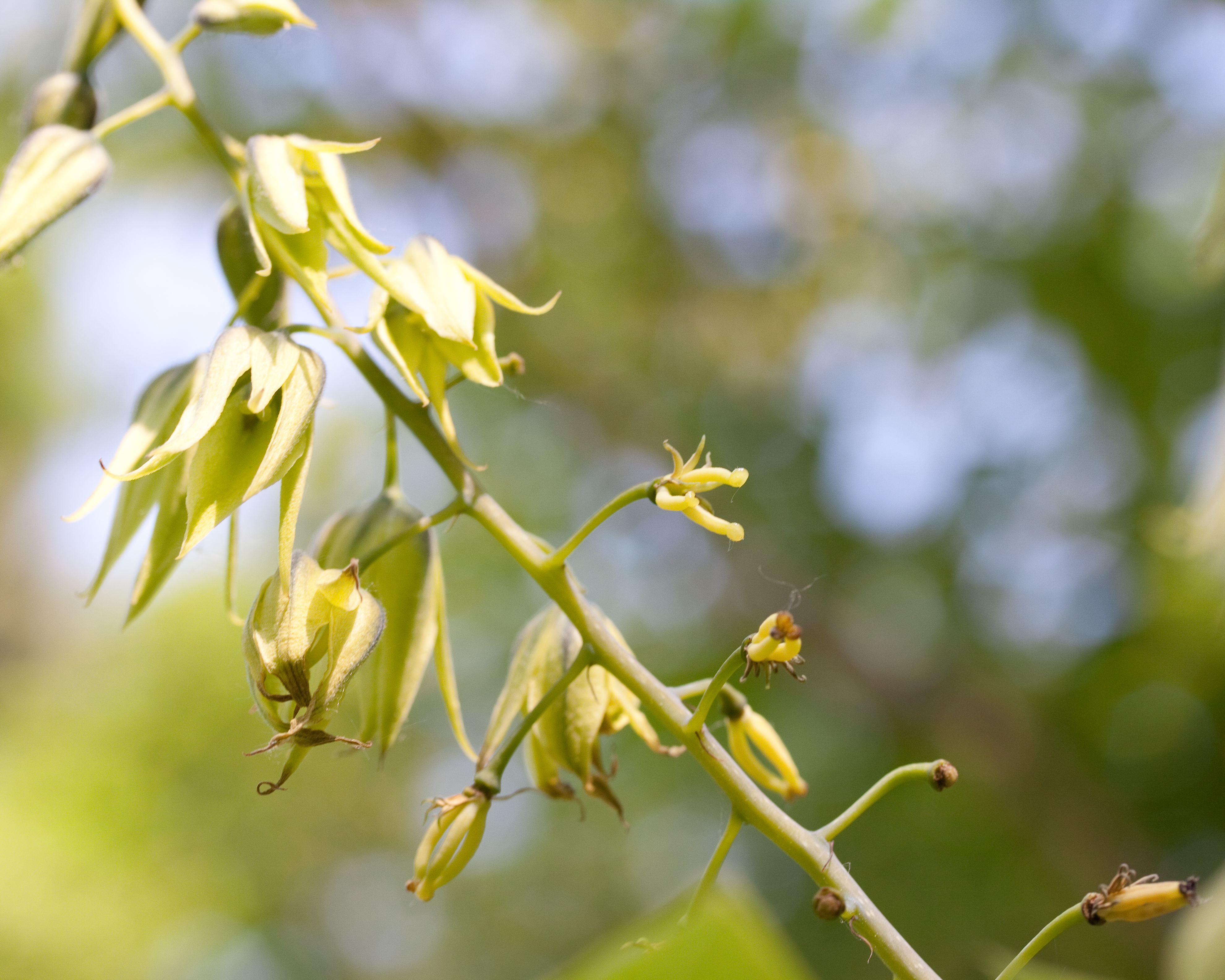
Carpelles de fleurs hermaphrodites.
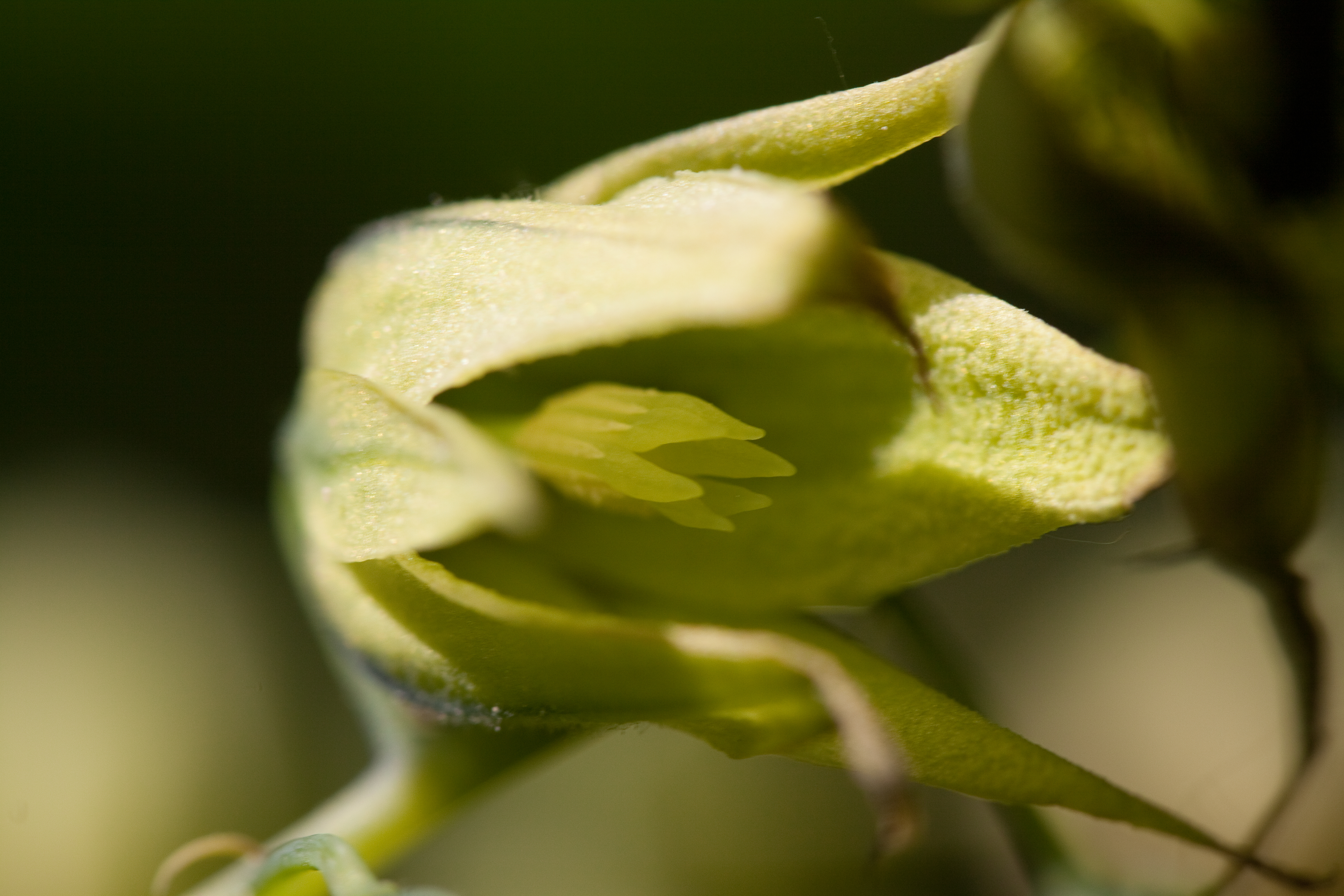
Fleur mâle de Decaisnea fargesii.
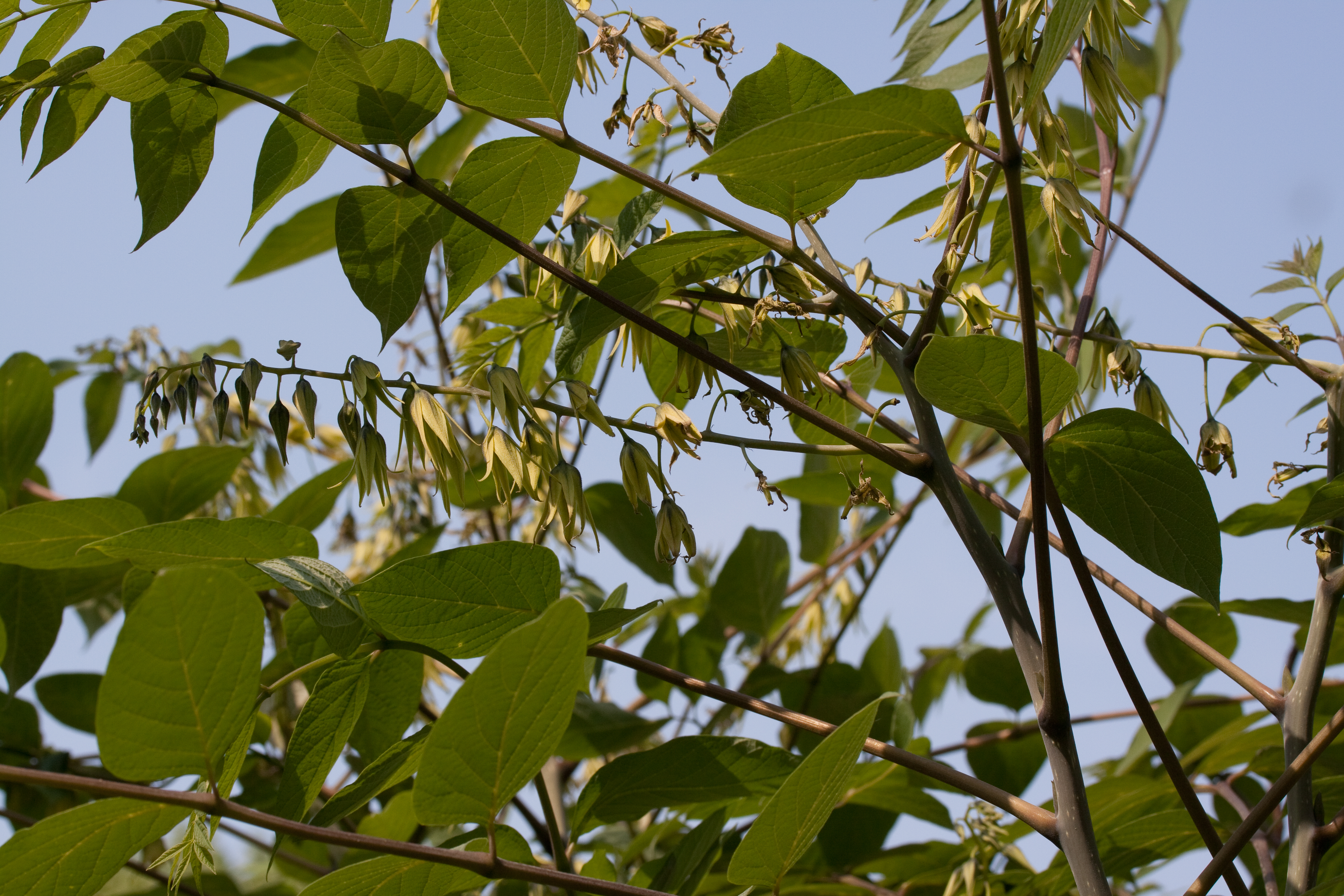
Floraison de Decaisnea fargesii.
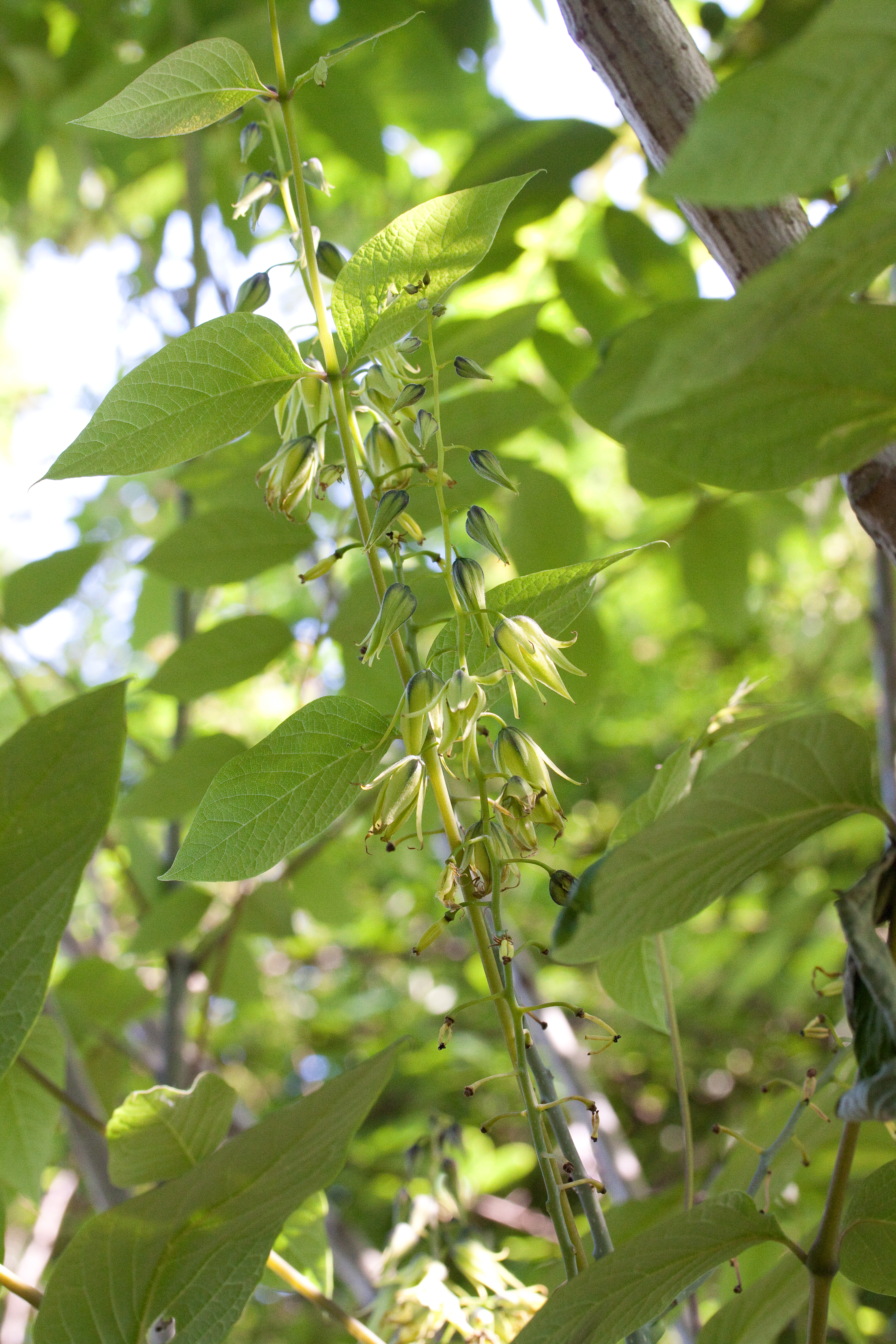
Inflorescences de Decaisnea fargesii.
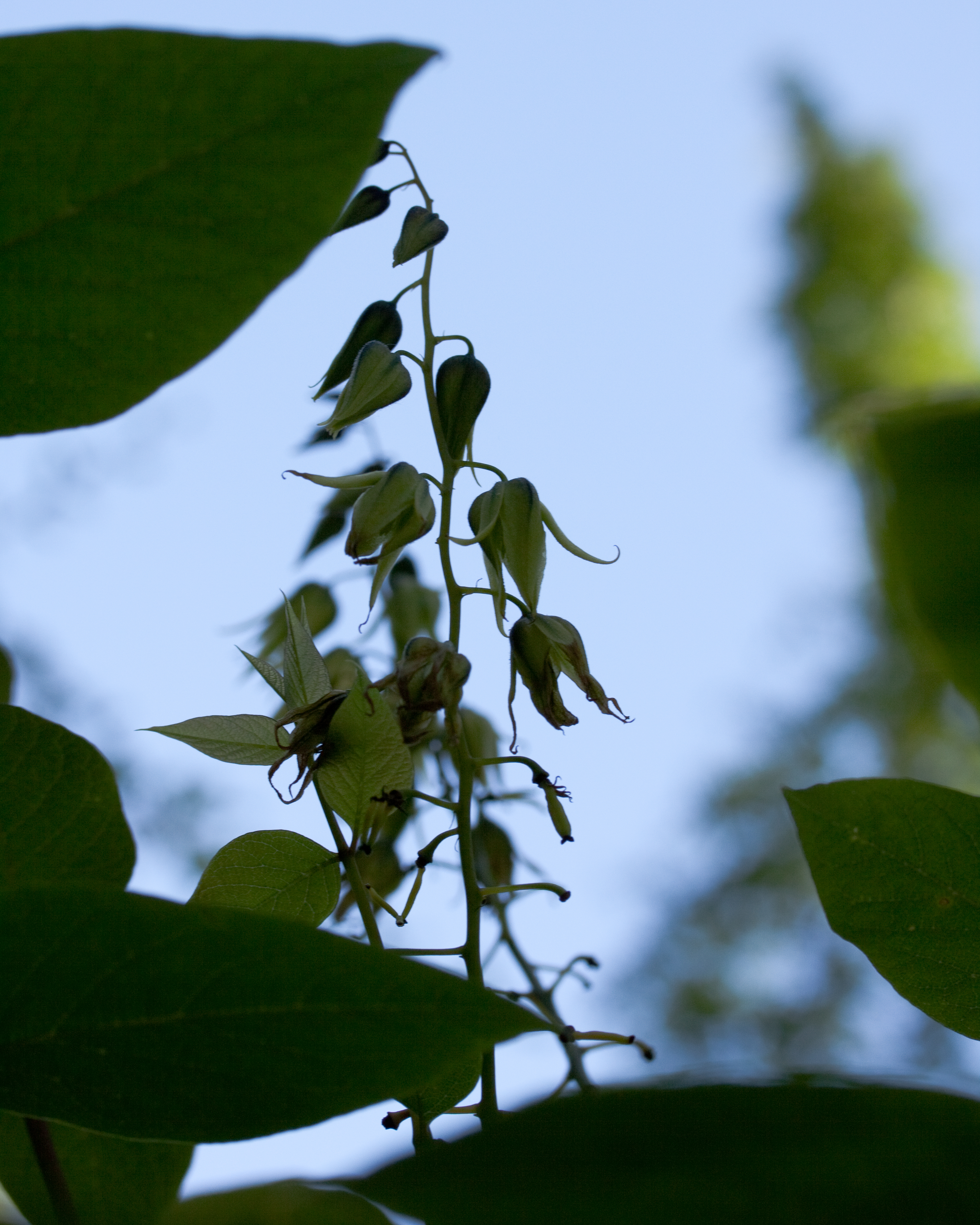
Inflorescences de Decaisnea fargesii.
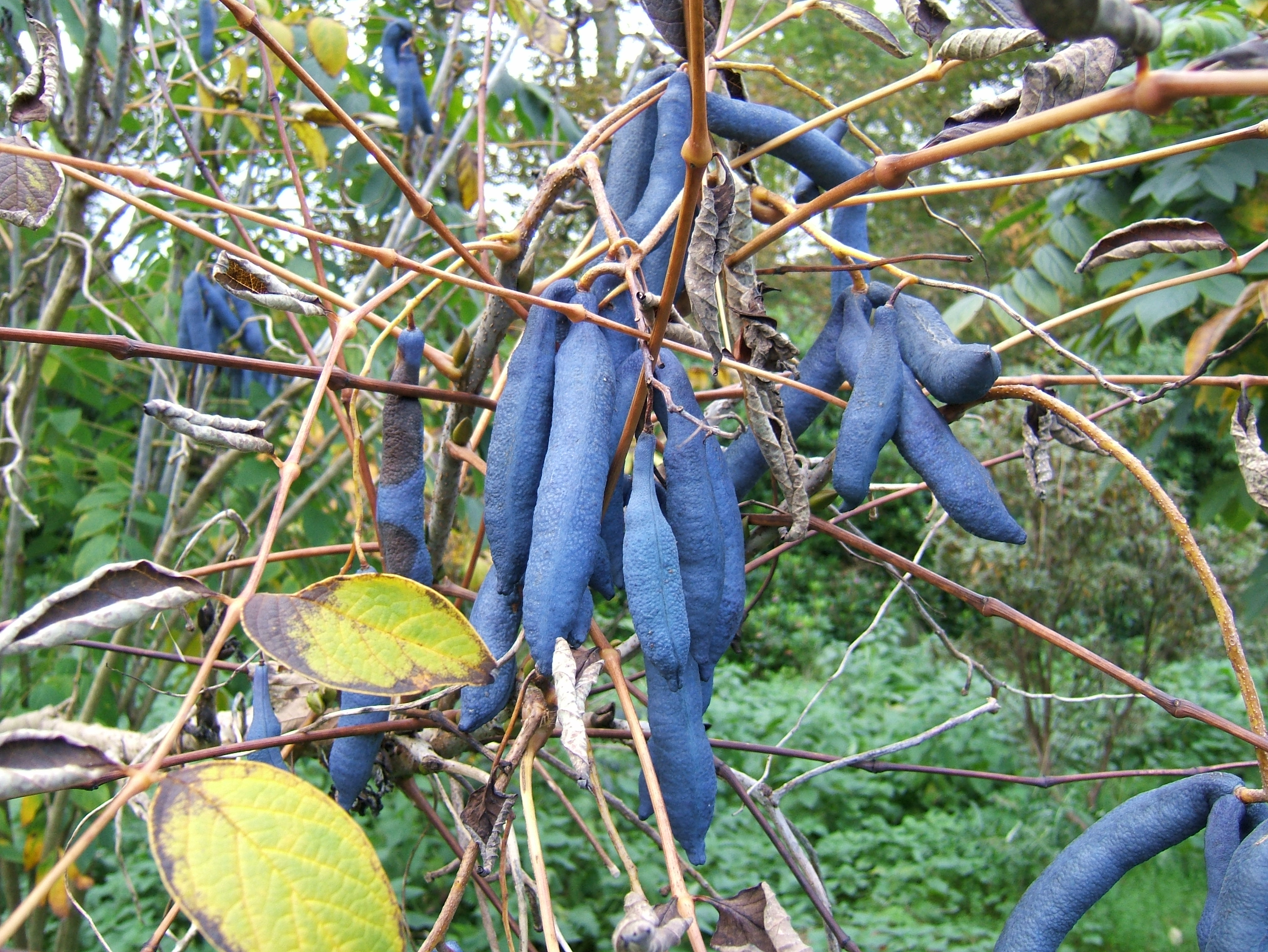
Fruits de Decaisnea fargesii.
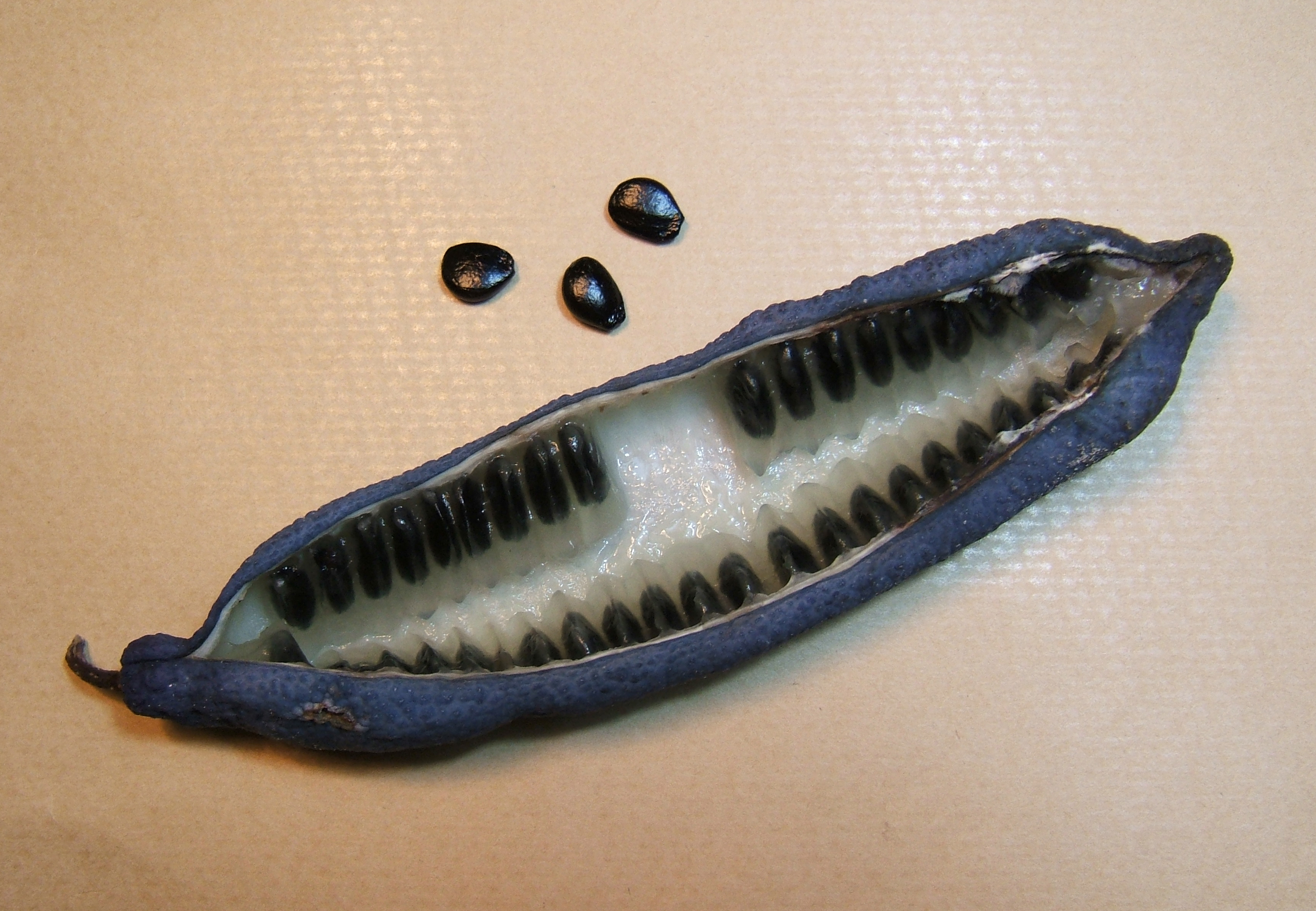
Fruit de Decaisnea fargesii.

### Bibliographique
- Joseph Dalton Hooker - Decaisnea fargesii in Curtis's Botanical Magazine - Londres, 1902 - Volume CXXVIII, texte et planche 7848